# 1900-as műkorcsolya- és jégtánc-Európa-bajnokság
Az 1900-as műkorcsolya- és jégtánc-Európa-bajnokság volt a verseny nyolcadik kiírása. A versenyt 1900. január 21-én rendezték meg a németországi Berlinben.

## Végeredmény
| # | Név            | Ország                   |
| - | -------------- | ------------------------ |
| 1 | Ulrich Salchow | Svédország               |
| 2 | Gustav Hügel   | Osztrák–Magyar Monarchia |
| 3 | Oscar Holthe   | Norvégia                 |
| 4 | Johan Lefstad  | Norvégia                 |
| 5 | Franz Zilly    | Német Birodalom          |

## Bírók
- A. Schiess
- H. Ehrentraut
- Dr. Kurt Dannenberg
- J. Olbeter
- Dr. I. von Forssling